# خلیل بهروزی‌فر
خلیل بهروزی‌فر نماینده مردم شهرستان های فومن و شفت در دوره یازدهم مجلس شورای اسلامی است. وی با کسب ۴۷۸۲۵ رای برگزیده شد.  او عضو کمیسیون اجتماعی مجلس بود. 